# Japans riksvapen

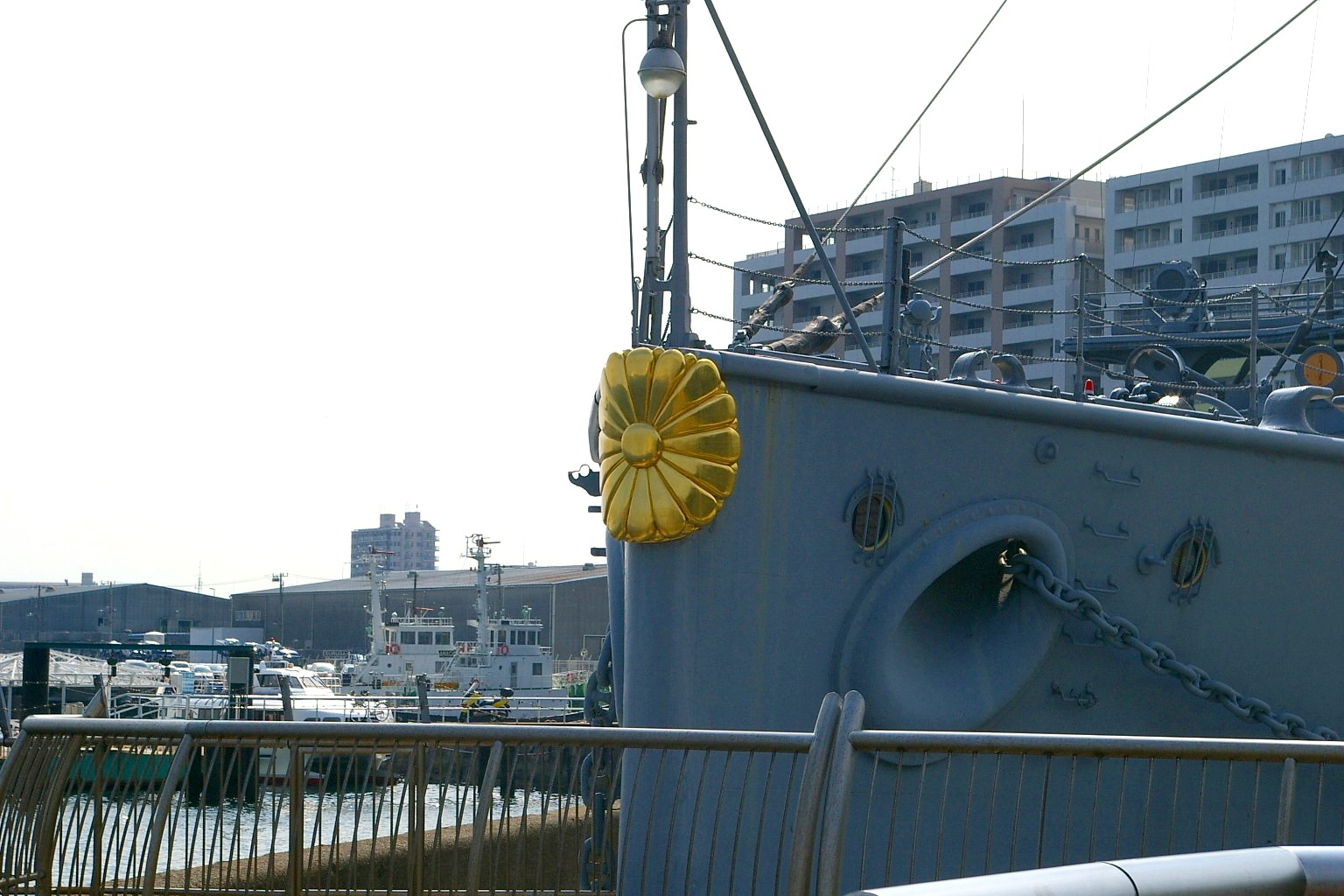
Bogen på slagskeppet Mikasa

Japans riksvapen, som egentligen inte är ett vapen utan en mon, består bara av en stiliserad gul krysantemumblomma.
De japanska symbolerna, så kallade mon, liknar till användningssättet europeiska heraldiska vapen men följer andra formregler än heraldiken. Japans statsmon är ett exempel på detta.